# Point Breeze
Pour les articles homonymes, voir Breeze.
Point Breeze est une propriété située à Bordentown dans le New Jersey. C'est la maison de Joseph Bonaparte, le frère de Napoléon Bonaparte, de 1817 à 1839,,.
En avril 1817, il fait l'acquisition de la propriété sur les rives du Delaware. Son interprète James Carret et un dénommé George Reinholdt lui servent de prête-noms car la loi interdit alors aux étrangers de posséder des terres. Tout au long de son séjour américain, Joseph Bonaparte achète des terres pour agrandir son domaine : d'une surface initiale de 85 hectares, il atteint 720 hectares quinze ans plus tard. D'importantes sommes sont affectées à sa décoration : le tableau de Jacques-Louis David représentant Bonaparte franchissant le Grand-Saint-Bernard, de même qu'une toile de Rubens, Les Deux Lions et le Faon, au point que certains hôtes de passage, comme la libre-penseuse Frances Wright, considèrent sa résidence comme la plus belle maison du pays. Au total, la collection de Joseph Bonaparte à Point Breeze s'élève à plus de 150 tableaux des grands maîtres flamands ou italiens, ainsi qu'une bibliothèque de 8 000 livres. Le 4 janvier 1820, un violent incendie ravage le bâtiment, mais grâce au dévouement de son personnel de maison et de son voisinage, de nombreuses pièces de mobiliers ou de décoration sont sauvées. Joseph Bonaparte fait immédiatement reconstruire sa demeure en agrandissant ses proportions, et aménage un parc inspiré de celui de Mortefontaine,.
En décembre 2020, l'État du New Jersey acquiert le domaine. La demeure avait été détruite en 1850. Un musée doit s'installer dans l'ancienne maison du jardinier, l'un des seuls édifices subsistant de l'époque.

## Galerie

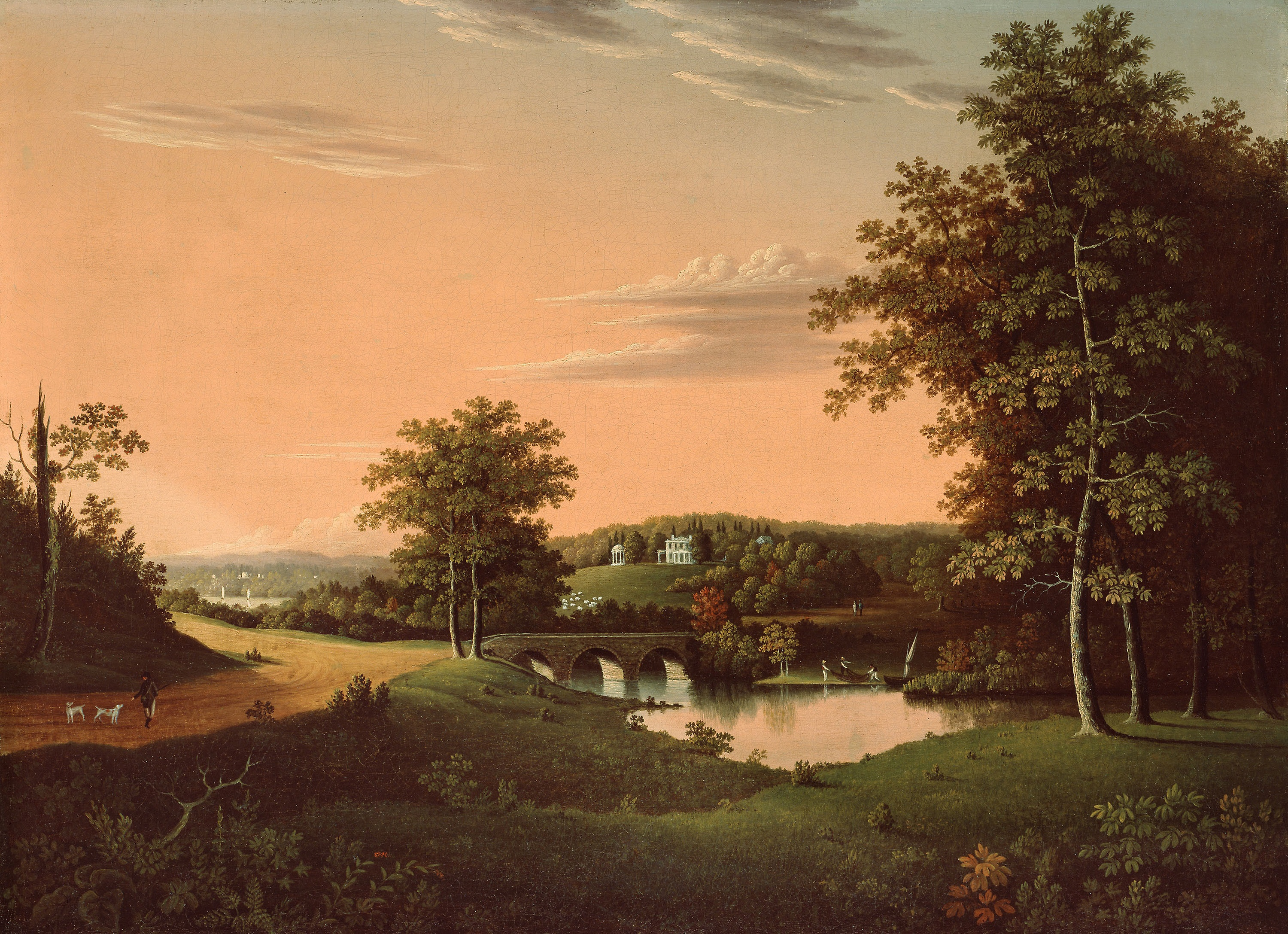
Peinture du domaine attribuée à Charles B. Lawrence, 1817–1820
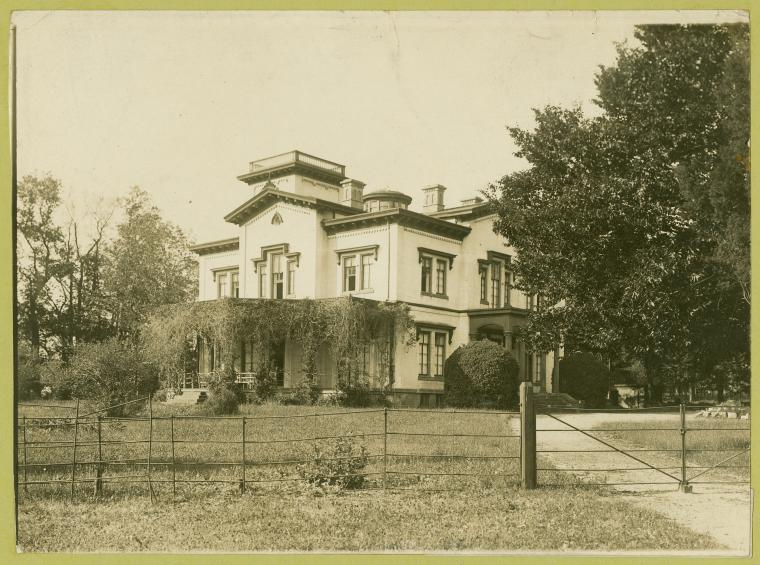
La nouvelle demeure construite par Beckett